# 乙醛酸还原酶 (NADP+)
乙醛酸还原酶 (NADP+)（EC 1.1.1.79（页面存档备份，存于））是一种以NAD+或NADP+为受体、作用于供体CH-OH基团上的氧化还原酶。这种酶能催化以下酶促反应：
乙醇酸 + NADP+ {\displaystyle \rightleftharpoons } 乙醛酸 + NADPH + H+
乙醛酸还原酶 （NADP+）主要参与丙酮酸的代谢过程以及乙醛酸和二羧酸的代谢过程。这种酶还能催化还原羟基丙酮酸至甘油，并对NAD+也有一定的亲和性。